# Dorfkirche Kuppentin
Die evangelische Dorfkirche Kuppentin ist eine gotische Kirche aus Backstein- und Feldsteinmauerwerk in Kuppentin im Landkreis Ludwigslust-Parchim in Mecklenburg-Vorpommern. Sie gehört zur Kirchengemeinde Woosten-Kuppentin in der Propstei Parchim der Kirchgemeinde Mecklenburg in der Nordkirche.

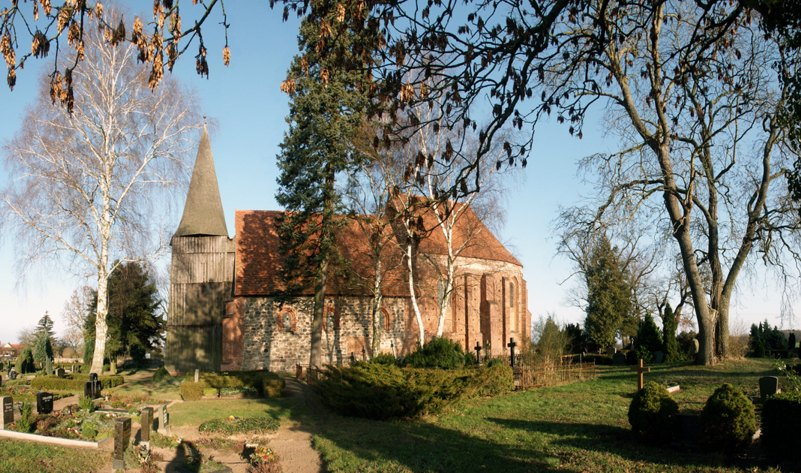
Dorfkirche Kuppentin (2006)

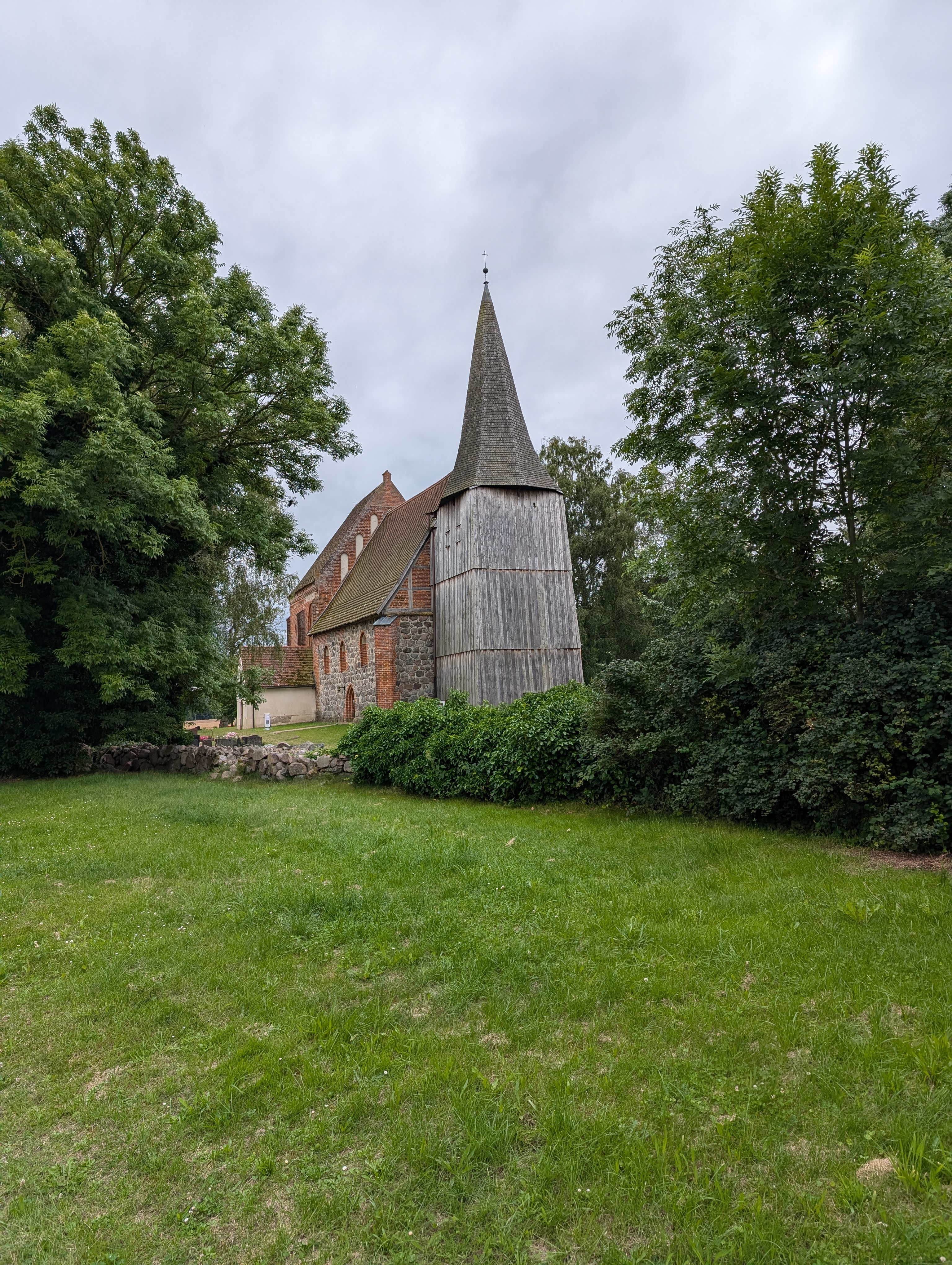
Dorfkirche Kuppentin (2024)

## Kirchengeschichte
Bischof Brunward von Schwerin bestätigte am 3. August 1235 in Warin der Kirche zu Kuppentin das Pfarrgut und den Pfarrsprengel. Es war die Zeit der Kolonisierung und Christianisierung des slawischen Gebietes durch Deutsche aus dem Norden und Westen des bereits bestehenden Mecklenburgs. Slawen gaben dem Ort Kuppentin den Namen Ort des Kobbad, 1235 und 1271 als Kobadin, 1283 Cobbendin und 1558 als Cobbentyn erwähnt. Zu dieser Zeit entstanden auch die Kirchspiele Plau und Kuppentin als Pfarrbezirke. Der Kirche Kuppentin wurde ein Kirchspiel übergeben, das die Dörfer Kuppentin, Bobzin, Gallin, Daschow, Zahren, Plauerhagen, Penzlin, Hof-Linden und die Dörfer Broock und Barkow umfasste, also ein ansehnliches und ertragreiches Kirchspiel. In dieser Ersterwähnung vom 3. August 1235 wurde auch der erste Kuppentiner Pastor Engelbertus de Cobandin genannt. Seit 1272 saßen die von Preen als Vasallen auf Kuppentin. Gottschalk von Preen als Ritter bei Heinrich I. von Werle erhielt als erste Belehnung fünf Hufen, nachfolgend wurde Johann von Preen genannt.
Weisin, Lalchow und Zahren und die Pfarre entwickelte sich dank ihrer begehrten Pfründe zu einem angesehenen und einflussreichen Besitz. Auch das Kloster Dobbertin erwarb schon 1308 in Kuppentin Einkünfte von vier Hufen und zwei Katen, die sich auf 12 Mark im Dorf Kobende erstrecken. 1391 wurde der Knappe Tydeke Samekow als wohnhaft in Kuppentin genannt und sieben Jahre später in Daschow. Vor 1461 war Kuppentin ein Lehngut von Heine Curse und gelangte 1461 durch eine Erbtochter des Heine Curse an Hans von Restorff II., Sohn von Hans Restorff I. auf Wessentin und Kritzow. Von 1551 bis 1567 hatte Joachim von Restorff und von 1580 bis 1601 Christoph von Restorff, Sohn von Joachim Grundbesitz in Kuppentin. Bis 1639 waren die Provisoren vom Sophien-Stift in Lübz Joachim (Achim) von Restorff und bis 1701 sein Sohn Christoph in Kuppentin. Ab 1703 wurde ein Cord Dietrich von Restorff genannt und ab 1714 wurde das Gut zeitweise vom Hauptmann von Gamm verwaltet. Die von Restorff blieben bis zum Konkurs 1732 in Kuppentin. Von 1733 bis 1736 wurde ein von Weltzien als Verwalter genannt, der nach Plau am See ging.
Ab 1739 gelangte Kuppentin in den Besitz von Bernd Ulrich von Pressentin auf Prestin, der seit 1730 bis zu seinem Tode 1769 das Nachbargut Daschow bewirtschaftete und dort seinen Wohnsitz hatte. 1804 übernahm Frau Charlotte Sophie Friederike von Freyburg, eine geborene von Pressentin das Gut Kuppentin, sie heiratete 1811 Dr. August Dietrich Bade und das Gut wurde durch die Erben bis 1821 verwaltet. 1821 erwarb Helmuth von Blücher aus dem Hause Sukow und Pohnsdorf das Gut Kuppentin aus den Händen der Erben. Da Helmuth von Blücher sehr jung mit 31 Jahren verstarb, bekam 1829 der jüngere Bruder Ernst von Blücher das Gut. Als dieser 1830 Klosterhauptmann im Kloster Malchow wurde, verpachtet er Kuppentin für 20 Jahre an Jobst Heinrich von Bülow. Ab 1863 war Anton von Blüchers Sohn Gustav Eigentümer von Kuppentin. Er war Kammerherr des Großherzogs und 1876 Direktor der Justizkanzlei. Nach dessen Tod 1892 übernahmen Carl und Ernst von Blücher gemeinschaftlich den Besitz in Kuppentin, das Carl bis 1922 bewirtschaftete. Von 1922 bis zur Vertreibung 1945 bewirtschaftete Carls Neffe Ernst-August von Blücher auf Teschow das Gut Kuppentin.
Nach der Enteignung 1945 wurde das Gutshaus für Flüchtlingswohnungen genutzt, eine kleine Konsum-Verkaufsstelle untergebracht und als Gaststätte bis zur Wende genutzt. Die landwirtschaftlichen Flächen wurden ab 1959 durch die LPG Karl Liebknecht bewirtschaftet. Bis zur Wende wurden die Pflanzenproduktion der LPG in Neu Poserin und die Tierproduktion der LPG in Gallin zugeordnet. Ab 1993 hat eine Genossenschaft die Landwirtschaft um Kuppentin übernommen.
Seit Ende des Zweiten Weltkrieges wurden Reparaturen am Kirchendach und am Mauerwerk nur notdürftig ausgeführt, der Chorgiebel neigte sich stark nach Westen. 1978 wurde die Kirche wegen Baufälligkeit sogar gesperrt. Seit der Gründung eines Fördervereins am 20. Dezember 1995 unter Vorsitz von Jürgen Damm kümmerte sich der Verein 21 Jahre lang um deren Sicherung und Sanierung bis zu ihrer Wiederweihe 2001.

## Baugeschichte
Die Kirche in Kuppentin wurde 1235 erstmals urkundlich erwähnt, doch der Chorbau konnte um 1290/1300 und das Kirchenschiff auf 1337 datiert werden.
Am 22. Dezember 1649 tauschte Herzog Adolf Friedrich mit dem Klosterhauptmann Paschen von der Lühe und der Domina Catharina von Sprengel vom Kloster Dobbertin das Patronat der Kirche zu Kuppentin für die Kirche in Golberg mit der Filialkirche in Zidderich ein. Schon am 11. November 1650 verkaufte das Kloster Dobbertin die Kirche für 500 Gulden an Lüder von Dessin's Erben auf Daschow.
1655 brannte das Pfarrhaus ab. Der Pastor Michael Freund schob dieses Unglück auf die Ruchlosigkeit einer seiner Diener.
1978 wurde die Kirche wegen gefährdeter Standsicherheit des Giebels und drohender Einsturzgefahr durch die Staatliche Bauaufsicht, Außenstelle Lübz gesperrt. Der Giebel des Chores hatte sich zum Langhaus geneigt und drohte einzustürzen. Mauerwerk und Chor zeigten große Risse. Einige Deckenbalken des Langhauses waren wegen Feuchteschäden durchgefault und Dachsparren waren gebrochen. Das Mauerwerk auf der Nordseite wurde durch die Last des Daches infolge der zerstörten Deckenbalken nach außen gedrückt. Sofortige Notsicherungsarbeiten sollten durch Feierabendbrigaden ausgeführt werden, die baufachlich überfordert waren. Nach einem Hilferuf des Pastors Siegfried Schulz an das damalige Institut für Denkmalpflege in Schwerin wurde der vom Ministerium für Bauwesen als Bausachverständiger in der DDR für den konstruktiven Bauzustand bei historischen Gebäuden zugelassene Experte Wolfgang Preiss aus Dresden am 22. November 1978 mit der Begutachtung des Bauzustandes beauftragt. Außer der Kunstbergung konnten seine Empfehlungen zur Abwendung der drohenden Gefahren und für die Wiederherstellung des Bauwerkes in den nächsten zehn Jahren nicht durchgeführt werden. Erste 1981 begonnene Vorarbeiten zur Sicherung des Chores wurden abgebrochen. Denn in den kommenden Jahren konnten weder durch das Kreisbauamt noch durch die Kreisplankommisson Lübz die fehlenden Projektierungs- und Baukapazitäten sowie die Baugerüste bereitgestellt werden. Die von der Evangelischen Landeskirche angebotenen Projektierungsleistungen durch ein in Braunschweig (BRD) ansässiges Ingenieurbüro durchführen zu lassen, wurden auch auf einer am 11. März 1986 in Kuppentin durchgeführten Beratung vom Stellvertretenden Vorsitzenden für Innere Angelegenheiten beim Rat des Bezirkes Schwerin abgelehnt. 1992 wurde mit der Auslagerung der Kanzel, des Schmerzensmanns, der Bänke im Chor und dem Abbau des Altars begonnen. Danach erfolgte im Chor der Einbau eines Ringankers und der Zuganker und die Rissverpressung. Wegen fehlender Finanzierungsmöglichkeiten wurden die Sicherungsarbeiten auf unbestimmte Teit eingestellt.
Nach weiteren drei Jahren konnten die Arbeiten am Chor der Kirche mit Hilfe des im Dezember 1995 gegründeten Fördervereins ab 1996 fortgesetzt werden. Bis 1999 erfolgten aufwändige Sicherungsarbeiten mit der inneren und äußeren Sanierung sowie Restaurierung des Langhauses und des Chores. Finanzielle Förderungen kamen dafür von der Deutsche Stiftung Denkmalschutz, der Marlis-Kressner-Stiftung, der Rudolf-August-Oetker-Stiftung, dem Landesamt für Denkmalpflege Mecklenburg-Vorpommern, dem Förderverein und vieler freiwilliger Helfer. So konnten auch das Kunstgut und die Orgel restauriert werden. 2000 erfolgte die Neueindeckung des Chordaches mit alten Biberschwänzen und die Sanierung der Sakristei. Nach Abschluss der Sanierung erfolgte am 24. Juni 2001 in einem Festgottesdienst die Wiedereinweihung der Kirche, die seitdem wieder genutzt wird.

## Baubeschreibung
Die Kirche in Kuppentin gehört zu den wenigen eigenständigen Kirchengebäuden im Land, bei denen das niedrigere Langhaus als Teil der alten Kirche und der größere, höhere und breitere Chor als späterer Anbau angesehen wurde. Doch wie neue wissenschaftliche Untersuchungen belegen, hier irrten sogar Experten wie Schlie und Dehio.

### Äußeres
Die Kirche Kuppentin besteht aus einem hohen Chor aus Backstein, einem angefügten flachgedeckten rechteckigen Feldsteinbau und einem hölzernen Turm mit achteckigem Helm. Die Abdeckung ist mit Holzschindeln aus kanadischer Rotzeder versehen. Den Abschluss bildet ein Eisenkreuz und die Metallkugel. Der Chor wurde dendrochronologisch (d) um 1290/1300 datiert, das Schiff auf 1337 (d) und der Turm auf 1556 (d). Der Chorbau hat ein fünfseitigen polygonalen Schluss aus dem Zwölfeck. Das Schiff hat schmale Fensteröffnungen, die auf der Nordseite rundbogig mit schräger Leibung gestaltet sind. Auf der Südseite wurden die Fenster ebenso wie das Portal im Norden spitzbogig verändert. Um den Chor zieht sich ein Rundbogenfries. Der Planwechsel vom ambitionierten gotischen Chor hin zu einem relativ archaischen Langhaus wird auf ein allgemeines Nachlassen des Kirchenbaugeschehens infolge der unter anderem durch Pestepidemien und Holzmangel geschwächten Wirtschaftskraft in Mecklenburg und Vorpommern zurückgeführt. Vor den dendrochronologischen Untersuchungsergebnissen wurde das Langhaus in der Literatur noch als älter als der Chor angesehen.
Der Chor steht auf einem Feldsteinsockel und ist mit ursprünglichen, zierlichen, nicht abgetreppten Strebepfeilern versehen. Zwischen den Strebepfeilern sitzen hohe schmale Fenster, die außen und innen mit Rundstab profiliert sind. Später wurden mitten in das südliche und südöstliche Polygonfenster weitere abgetreppte Strebepfeiler eingezogen. In der Nordwand befindet sich ein vermauertes Rundfenster.
Der frei vor dem westlichen Gibel stehende fast 27 Meter hohe hölzerne Glockenturm wurde seit 2013 erneuert. Dabei wurden auch schadhafte Teile der alten von 1556 stammenden Eichenholzkonstruktion ausgewechselt, statisch-konstruktiv gesichert und mit neuen Brettern verschalt. Das Gerüst konnte im Dezember 2018 abgebaut werden.

### Inneres
Im breiten Innenraum öffnet sich das flachgedeckte Schiff mit einem spitzbogigen Triumphbogen zum lichten Chor. Der Chor zeigt Kreuzgratgewölbe auf halbrunden Wandvorlagen, die im Polygon zusätzlich mit runden Diensten entlang den Schildbögen versehen sind.

#### Altar
Der barocke dreigeschossige Altaraufsatz aus dem Jahr 1696 ist mit Gemälden des Abendmahls in der Predella, der Kreuzigung im Hauptstock und der Himmelfahrt Christi im Oberstock ausgestattet. In die geschnitzte architektonische Rahmung wurden sechs spätgotische Schnitzfiguren einbezogen, die vermutlich aus dem 15. Jahrhundert stammen. Sie zeigen Maria und Johannes den Evangelisten und vier kleine Apostelfiguren aus anderer Herkunft. Durch die Restauratorin Anja-Maria Gundermann wurde im Mai 2004 der Altaraufsatz konserviert und restauriert übergeben. Nach einer konservatorischen Substanzsicherung und Reinigung der stark verschmutzten und durch einen extrem verbräunten Überzug farblich entstellten Oberfläche erfolgte danach eine deutliche Aufwertung des Erscheinungsbildes.

#### Kanzel
Die aus Eichenholz geschnitzte Kanzel im Renaissancestil entstand 1680, zeigt am Korb zwischen den vorgestellten Säulen in den Füllungen die vier Evangelisten und ist mit reichem Beschlagwerkornament ausgestattet. Der Schalldeckel ist mit einer reichverzierten hölzernen Bekrönung versehen.

#### Orgel
Die Orgel auf der Westempore ist ein Werk von Friedrich Friese III aus dem Jahr 1874 mit sechs Registern auf einem Manual mit angehängtem Pedal. Der Spieltisch steht links und die Registerzüge befinden sich auf beiden Seiten der Manualklaviatur. Der Balg ist in der Orgel und die Tretanlage auf der rechten Seite. Die Generalreparatur erfolgte 1999 durch den Orgelbaumeister Andreas Arnold aus Plau.

#### Schmerzensmann
An der inneren Nordwand am Triumphbogen zwischen Chor und Langhaus sitzt auf einer Konsole in dreiviertel Lebensgröße eine Schnitzfigur aus dem 15. Jahrhundert, die Christus als Schmerzensmann zeigt. Mit einer Dornenkrone hat sie trägt sie in der rechten Hand eine Geißel und in der linken einen Rohrkolben. Zur Deutung des Rohrs findet man im Alten Testament bei Jes 42,3 : „Das geknickte Rohr wird er nicht zerbrechen, und den glimmenden Docht wird er nicht auslöschen.“ Unter dem Schmerzensmann befindet sich eine ovale Tafel von 1715, die an den Pfarrer H. Linsen erinnert.

#### Glocken
Ursprünglich waren zwei Glocken im Turm vorhanden. Die größere von 1,18 m Durchmesser wurde 1942 für den Zweiten Weltkrieg eingeschmolzen. Die kleinere erhalten gebliebene Glocke von 1,03 m Durchmesser wurde 1925 nochmals umgegossen. Diese wurde schon 1883 unter dem Patronat des Gustav von Blücher auf Kuppentin, Gutspächter Christian Seeler zu Penzlin und Heinrich von Hartwig-Daschow von der Gießerei Eduard Albrecht in Wismar umgegossen.

#### Allianzwappen
Einst waren an den Wänden und der Empore eine Reihe von Familienwappen angebracht, die von Sargbeschlägen stammen. Sie gehörten den Patronatsfamilien und deren eingeheirateten Frauen, und zwar von Below, von Pressentin, von Hartwig, von Bülow, von Lützow, von Schmitt, von Oertzen, von Wickede, von Winterfeld, von Blücher, von Rieben und von Levetzow.

## Rezeption
Riesen konnten das Glockengeläut nicht vertragen. Sogar in einer Volkssage wurde dafür eine Erklärung gesucht. So wurde erzählt, dass zu Zeiten der Heiden auch Riesen in der Gegend von Kuppentin lebten. Als die Christen nach Mecklenburg kamen, bauten sie sich auch in Kuppentin gleich eine Kirche. Doch das Läuten der Glocken konnten die Riesen für den Tod nicht ausstehen. Als sonntags die Glocken wieder läuteten, gerieten sie in Wut und warfen große Steine in Richtung des Glockenklanges. Dabei trafen sie den Kirchturm von Kuppentin und zerstörten ihn. Die Menschen bauten den Turm wieder auf, nun aus Holz mit Dachschindeln und er steht heute noch.

## Pastoren
Namen und Jahreszahlen bezeichnen die nachweisbare Erwähnung als Pastor.
- erwähnt 1235 Engelbertus de Cobandin, später Domherr von Schwerin.[1]
- erwähnt 1284 Martin von Mallin, vorher Notar der Fürsten von Werle, später Pfarrer in Malchin.[32]
- erwähnt 1326 Johann, auch als Johanne plebanus in Cobendin.
- 1331–1342 Heinrich, auch Official des Fürsten Johann III. (van Ruden) von Werle-Goldberg.
- 1347–1354 Engelbert von Brüsewitz.
- erwähnt 1371 Wilken, ...her Willeken, eyn prister der kerken to Cobbendyn.
- erwähnt 1490 Johann von Plawe, danach Pfarrer in Alt Schwerin.[33][34]
- 1532–1554 Johann Steinhäuser, durch Herzog Heinrich berufen, war noch Papist und wollte sich bessern.
- 1554–1598 Joachim Guthan.
- 1598–1638 Caspar Neuenkirchen (Nienkercke), Sohn des Goldberger Bürgermeisters.
- 1645–1678 Michael Freud(e) (Freudius) aus Plau.[35][36]
- 1680–1701 Johann Christian Schultze aus Rostock, vorher Pastor in Bellin.
- 1701–1702 Johann Schultze, Sohn des Vorgängers, starb 26-jährig nach einjähriger Amtszeit.
- 1703–1746 Justus Heinrich Linse.
- 1746–1752 Theodor Jonas Linse, Sohn des Vorgängers.
- 1754–1781 Nikolaus Heinrich Lüthke aus Groß Wockern.
- 1782–1797 Christian Gottfried Mantzel aus Rostock, Sohn des Pastors an St. Petri in Rostock.
- 1797–1819 Johann Friedrich Lüthke aus Kuppentin, Sohn des Pastors Nikolaus Hinrich lüthke.
- 1820–1864 Gotthard Christian Friedrich Walter aus Neukloster, 1817 Konrektor in Sternberg.[37]
- 1864–1865 Otto Friedrich Wilhelm Peters aus Rochwinkel/Mark, 1865 Volksschuldirektor in Schwerin, 1880 Pastor am Sachsenberg in Schwerin.[38]
- 1865–1872 Albert Christoph Friedrich Preß aus Wismar, 1870 Präpositus, ab 1872 Burow.[39][40]
- 1872–1878 Conrad Justus Bredenkamp aus Basbeck bei Stade, danach akademische Laufbahn, 1883 Professor in Greifswald, 1889 in Kiel.[41]
- 1878–1900 Johannes Christian Martin Rühe aus Plau, ab 1900 in Laage.[42]
- 1900–1912 Otto Carl Friedrich Voß, ab 1912 Pastor in Cramon, 1915 bis 1918 Divisionspfarrer in Frankreich, 1928 Propst in Cramon.[43]
- 1913–1958 Friedrich August Theodor Weinreben aus Rethwisch, vorher Hilfsprediger in Brüel[44] (sein Bruder Karl Weinreben war Pastor in Dobbertin).
- 1959–1959 Wilhelm Krell aus Brüz als Vertretung.
- 1959–1965 Egon Karl Wilhelm Wulf, ab 1965 in Woosten.
- 1965–2001 Siegfried Schulz, vorher in Brunow bei Perleberg.
- erwähnt 2001 Carl-Christian Schmidt aus Plau.
- 2003 aktuell Christian Banek aus Woosten.

## Heutige Gemeinde
Die Kirchgemeinde Kuppentin gehört zur Propstei Parchim in der Kirchgemeinde Mecklenburg der Nordkirche. Seit 2001 gab es eine ruhende Pfarrstelle, ab 1. Oktober 2015 erfolgte die Vereinigung mit der Kirchgemeinde Woosten zur Kirchgemeinde Woosten-Kuppentin.

### Gedruckte Quellen
- Mecklenburgisches Urkundenbuch (MUB)
- Mecklenburgische Jahrbücher (MJB)

### Ungedruckte Quellen
Landeshauptarchiv Schwerin (LHAS)
- LHAS 1.5-4/3 Urkunden Kloster Dobbertin. Klosterarchiv.
- LHAS 3.2-3/1 Landeskloster/Klosteramt Dobbertin Nr. 3271.

Landeskirchliches Archiv Schwerin (LKAS)
- LKAS, OKR Schwerin, Landessuperintendentur Parchim.
- LKAS, OKR Schwerin, Personalia und Examina.

Landesamt für Kultur und Denkmalpflege Mecklenburg-Vorpommern (LAKD)
- Abt. Denkmalpflege, Archiv, Akte Kirche Kuppentin.